# Mark Pinger
Mark Pinger (n. 26 iunie 1970, Kenzingen, Zona de ocupație franceză din Germania⁠(d), Germania) este un înotător german, medaliat olimpic. A participat la 2 ediții ale Jocurilor Olimpice (1992, 1996) în care a câștigat două medalii de bronz.